# Hot and high
 (mars 2023).
Si vous disposez d'ouvrages ou d'articles de référence ou si vous connaissez des sites web de qualité traitant du thème abordé ici, merci de compléter l'article en donnant les références utiles à sa vérifiabilité et en les liant à la section « Notes et références ».

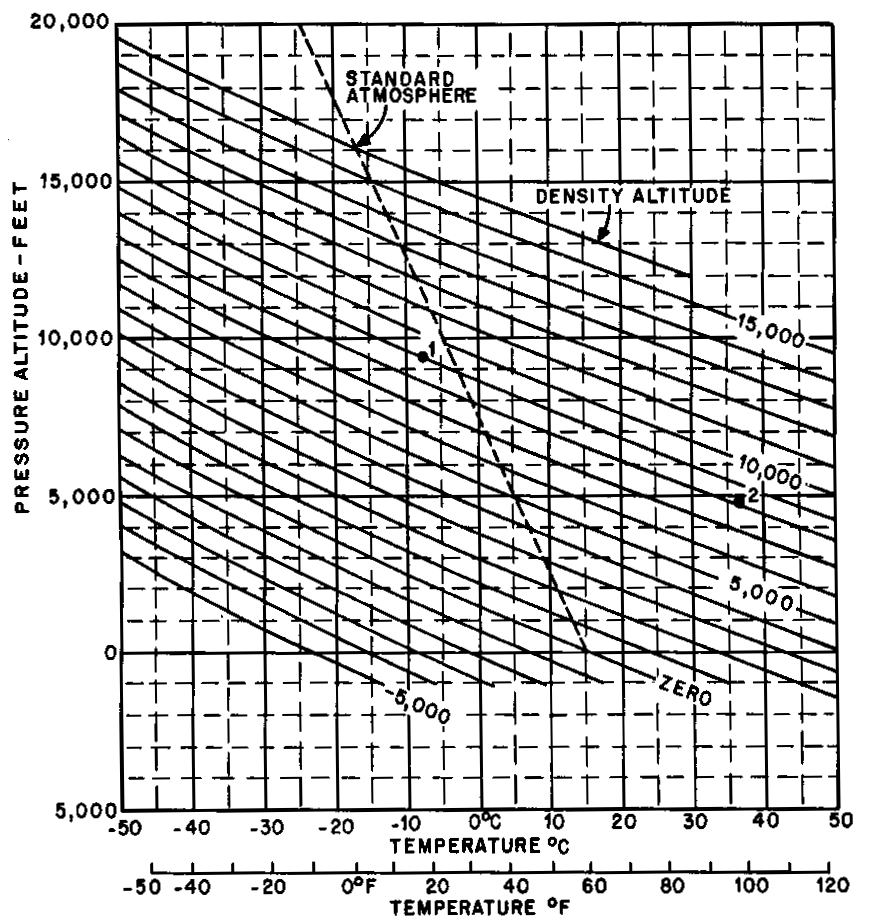
Diagramme d'altitude-densité en fonction de la température et de la pression de l'air (hauteur en pied).

En aviation, hot and high est une condition de faible masse volumique de l'air due à une température ambiante élevée et à un aéroport d'altitude. La masse volumique de l'air diminue en même temps que la température et l'altitude de l'aéroport augmentent.
Une faible masse volumique de l'air réduit la portance des ailes ou des rotors d'un aéronef, ce qui réduit sa performance maximale, et donc sa capacité à opérer en sécurité. Elle réduit aussi la performance des moteurs de l'appareil. Les aviateurs jaugent la masse volumique de l'air en calculant l'altitude-densité.